# Dieter Bohlen

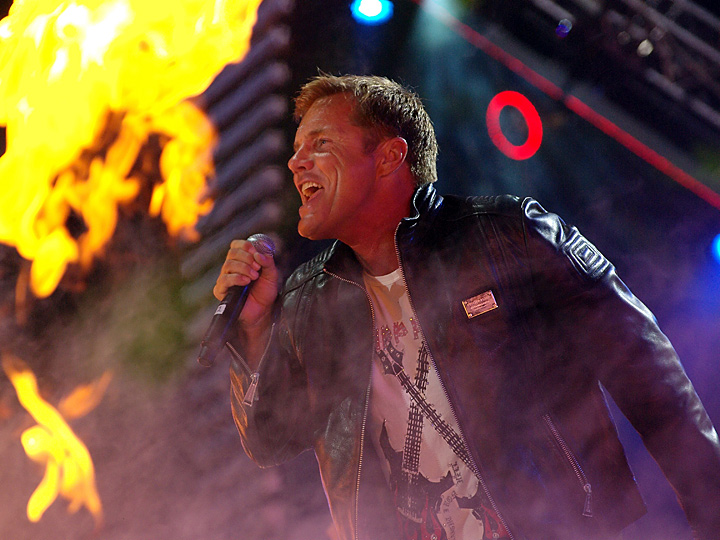
Dieter Bohlen i Moskva 2009.

Dieter Bohlen, född 7 februari 1954 i Berne i Elsfleth, Niedersachsen, är en tysk musiker, producent och textförfattare. Han är mest känd som den ena delen i duon Modern Talking, som med 120 miljoner sålda skivor är Tysklands största musikexport.
Bohlen var tidigare en av medlemmarna och även kompositör i eurodiscogrupperna Modern Talking och senare Blue System. Han har även gjort text och musik till många andra grupper och artister, bland andra Baccara, Bonnie Tyler, Patty Ryan och C. C. Catch. De skivor och singlar han komponerat och producerat har sålt över 165 miljoner exemplar, varav Modern Talking svarar för drygt 120 miljoner.

## Biografi
Bohlen växte upp i Ostfriesland och senare i Oldenburg. Han gick på gymnasiet i Oldenburg och flyttade sedan till Göttingen där han studerade handel på Georg-August-Universität. Han avslutade sina studier som Diplom-Kaufmann 1978. Han hade redan under studietiden börjar komponera musik och komponerade och producerade för musikförlaget Intersong i Hamburg och var periodvis med i sånggruppen Sunday i Berlin. Från 1980 arbetade han för Hansa Records i Berlin och försökte även en egen solokarriär under pseudonymen Steve Benson som misslyckades. 1983 var han för första gången med i den tyska uttagningen till Eurovision Song Contest. Låten Mit 17 som Bohlen komponerat kom på en tredjeplats.

### Modern Talking

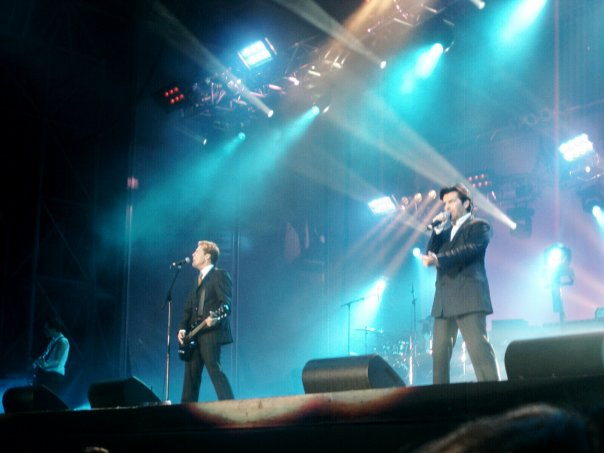
Modern Talking 2003.

Dieter Bohlen började från 1982 att samarbeta med Thomas Anders. Efter sex singlar som inte nått några framgångar producerade Bohlen de båda som en duo under namnet Modern Talking 1984 och succén var ett faktum. Gruppen fick 1985–1986 listettor i You’re My Heart, You’re My Soul, You Can Win If You Want, Cheri Cheri Lady, Brother Louie och Atlantis Is Calling (S.O.S. for Love) hemma i Tyskland men var även framgångsrika på de europeiska, asiatiska och afrikanska listorna. 1987 följde uppbrottet från Modern Talking sedan Bohlen och Anders inte kunde komma överens. 1998 följde återföreningen som varade fram till 2003.

### Deutschland sucht den Superstar
Bohlen är en av jurymedlemmarna i Deutschland sucht den Superstar (DSDS), den tyska versionen av Idol och han har skrivit låten You Drive Me Crazy till Daniel Küblböck, som blev känd genom programmet år 2003.

### Privatliv
En film om Bohlen släpptes 2005: Dieter – Der Film.